# Magritte/Bester flämischer Film

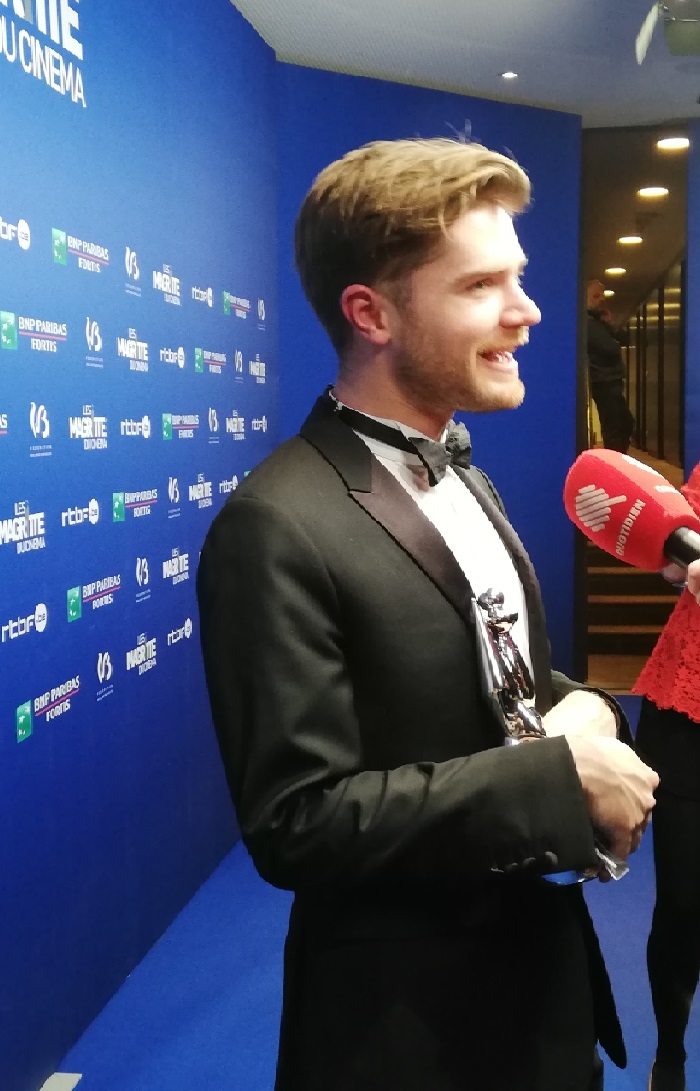
Lukas Dhont, der Regisseur des besten flämischen Films von 2019 und 2023, mit dem Magritte

Gewinner und Nominierte des belgischen Filmpreises Magritte in der Kategorie Bester flämischer Film (Meilleur film flamand; früher: Meilleur film flamand en coproduction) seit der Verleihung im Jahr 2012. Ausgezeichnet werden die besten flämischen Filmproduktionen des vergangenen Kinojahres.
Die unten aufgeführten Filme werden mit ihrem deutschen Verleihtitel (sofern vorhanden) angegeben. Danach folgt in Klammern und in kursiver Schrift der Originaltitel und der Name des Regisseurs.

## 2010er Jahre
2012
Bullhead (Rundskop) – Regie: Michaël R. Roskam
- 22. Mai (22 mei) – Regie: Koen Mortier
- Hasta la vista – Regie: Geoffrey Enthoven
- Pulsar – Regie: Alex Stockman
- Smoorverliefd – Regie: Hilde Van Mieghem

2013
Tot altijd – Regie: Nic Balthazar
- Het varken van Madonna – Regie: Frank Van Passel
- Little Black Spiders – Regie: Patrice Toye

2014
Kid – Regie: Fien Troch
- Brasserie Romantiek – Das Valentins-Menü (Brasserie Romantiek) – Regie: Joël Vanhoebrouck
- Die fünfte Jahreszeit (La Cinquième saison) – Regie: Peter Brosens und Jessica Woodworth

2015
Marina – Regie: Stijn Coninx
- I’m the Same, I’m an Other – Regie: Caroline Strubbe
- Labyrinthus – Ein virtuelles Abenteuer (Labyrinthus) – Regie: Douglas Boswell
- Welcome Home – Regie: Tom Heene

2016
The Ardennes – Ohne jeden Ausweg (D’Ardennen) – Regie: Robin Pront
- Brabançonne – Regie: Vincent Bal
- Cafard – Regie: Jan Bultheel
- Waste Land – Regie: Pieter Van Hees

2017
Café Belgica (Belgica) – Regie: Felix Van Groeningen
- Black – Regie: Adil El Arbi und Bilall Fallah
- Das Land der Erleuchteten (The Land of the Enlightened) – Regie: Pieter-Jan De Pue
- Problemski Hotel – Regie: Manu Riche

2018
Home – Regie: Fien Troch
- Cargo – Regie: Gilles Coulier
- King of the Belgians – Regie: Peter Brosens und Jessica Woodworth
- Racer and the Jailbird (Le Fidèle) – Regie: Michaël R. Roskam

2019
Girl – Regie: Lukas Dhont
- Niet schieten – Regie: Stijn Coninx
- Patser – Regie: Adil El Arbi und Bilall Fallah
- Un ange – Regie: Koen Mortier

## 2020er Jahre
2020
De Patrick – Regie: Tim Mielants
- Bastaard – Regie: Mathieu Mortelmans
- Binti – Es gibt mich! (Binti) – Regie: Frederike Migom
- Cleo – Regie: Eva Cools

2021
nicht vergeben

2022
La Civil – Regie: Teodora Ana Mihai
- Dealer – Regie: Jeroen Perceval
- Rookie – Regie: Lieven Van Baelen
- The Barefoot Emperor – Regie: Peter Brosens und Jessica Woodworth

2023
Close – Regie: Lukas Dhont
- Acht Berge (Le otto montagne) – Regie: Felix Van Groeningen und Charlotte Vandermeersch
- Nowhere – Regie: Peter Monsaert
- Rebel – Regie: Adil El Arbi und Bilall Fallah

2024
Het smelt – Regie: Veerle Baetens
- Holly – Regie: Fien Troch
- Luka – Regie: Jessica Woodworth
- Weil der Mensch erbärmlich ist (Wil) – Regie: Tim Mielants

2025
Julie bleibt still (Julie zwijgt) – Regie: Leonardo van Dijl
- Here – Regie: Bas Devos
- Skunk – Regie: Koen Mortier
- Young Hearts – Regie: Anthony Schatteman